# Junges Philharmonisches Orchester Niedersachsen
Das Junge Philharmonische Orchester Niedersachsen, auch JPON genannt, ist ein 1989 gegründetes Sinfonieorchester. Es konzertiert jährlich vor allem in Norddeutschland. Konzerttourneen führten das Orchester zudem nach Ungarn, Frankreich, Österreich, Tschechien und China.
Seit 2020 ist Gábor Hontvári Chefdirigent des JPON.

## Geschichte
1989 setzte sich das Junge Philharmonische Orchester Niedersachsen zunächst aus ehemaligen, „zu alt gewordenen“ Musikern des LJO Niedersachsens (NJO) zusammen. Auch nach Beendigung ihrer Schulzeit wollten sie weiterhin gemeinsam musizieren. Schnell sprach sich die hohe Qualität dieses Orchesters herum. Musiker aus den benachbarten Bundesländern traten dem Orchester bei. Inzwischen ist das JPON eines der größten und bekanntesten Studentenorchester Deutschlands. Nicht nur Musikstudenten prägen das Bild – auch Berufsmusiker mit einem festen Engagement in führenden deutschen Orchestern und Laienmusiker, die sich in der Berufswahl umorientiert, aber ihre Liebe zum Musizieren dabei nicht verloren haben, kennzeichnen diese „bunt“ wirkende Zusammensetzung. Auch über Deutschlands Grenzen hinaus ist das Junge Philharmonische Orchester Niedersachsen bekannt. So führten Konzertreisen die Musiker nach Frankreich und bereits drei Mal nach China. Kennzeichnend für die Arbeit des Orchesters ist dessen vollständig demokratische Struktur. Als Mitglieder eines gemeinnützigen eingetragenen Vereins wählen die Musiker einen siebenköpfigen Orchestervorstand, der die Verwaltungs- und Organisationsangelegenheiten übernimmt. Auch die Programmplanung erfolgt weitestgehend demokratisch.

## Dirigenten
- bis 2005: Peter Kuhn (Generalmusikdirektor Bergische Symphoniker)
- 2006: Bernhard Epstein (Künstlerischer Leiter der Opernschule Stuttgart)
- 2007: Witolf Werner (Kapellmeister am Theater Bielefeld)
- 2008–2019: Andreas Schüller (ehem. Kapellmeister an der Volksoper Wien und der Oper Leipzig; seit Spielzeit 2013/14 Chefdirigent der Staatsoperette Dresden)
- 2013: Andreas Fellner (Kapellmeister am Theater Krefeld und Mönchengladbach) als Gastdirigent
- Seit 2020: Gábor Hontvári (1. Kapellmeister und stellvertretender Generalmusikdirektor am Mainfranken Theater Würzburg)

## Konzerte
Das JPON hat es sich zur Aufgabe gemacht, jungen Orchestermusikern das Aufführen großer symphonischer Werke in einem professionellen Rahmen aufzuführen und somit das norddeutsche Kulturleben zu bereichern. So wurden neben zahlreichen Sinfonien Anton Bruckners und Gustav Mahlers in den letzten Jahren auch Werke von Richard Strauss (Ein Heldenleben, Eine Alpensinfonie) und Igor Stravinsky (Le Sacre du Printemps) aufgeführt. Konzerte führten das Orchester u. a. in die Laeiszhalle Hamburg, die Bremer Glocke, die Stadthalle Osnabrück, den Großen Sendesaal des NDR Hannover und immer wieder auch in die Reithalle Otterndorf, in der das JPON regelmäßig gastiert und dem Urlaubsort einen Festivalcharakter verleiht. 2011 stand zudem als neuer Konzertort die Weser-Ems-Halle in Oldenburg auf dem Tourneeplan. Auch 2013 spielte das Orchester wieder ein großes sinfonisches Programm, jedoch unter der Leitung des Gastdirigenten Andreas Fellner: Die 1. Sinfonie von Beethoven, Strauss’ Rosenkavalier-Suite und das Konzert für Orchester von Bartók.
Im Jahr 2014 feierte das JPON sein 25-jähriges Bestehen. Wieder unter der Leitung von Andreas Schüller wurden Richard Strauss' Don Juan und zusammen mit dem Solisten Paolo Mendes (Solohornist des DSO Berlin) sein Hornkonzert Nr. 1 Es-Dur sowie Maurice Ravels Boléro und Daphnis et Chloé Suite Nr. 2 erarbeitet.
2015 wird das Orchester mit Dmitri Schostakowitsch' Sinfonie Nr. 7 "Leningrader" und Felix Mendelssohn Bartholdys Ouvertüre zu Ruy Blas sowie seinem Violinkonzert e-Moll gemeinsam mit dem Solisten Tobias Feldmann zum ersten Mal beim ostfriesischen Musikfestival Gezeitenkonzerte in Ostfriesland gastieren.

## Projekte
Neben der jährlich stattfindenden großen eigenständigen Arbeitsphase und den anschließenden Konzerten gestaltet das Junge Philharmonische Orchester Niedersachsen bundesweit Konzerte mit verschiedenen Chören. So realisierte das Orchester beispielsweise 2009 und 2010 Tanzprojekte mit Mindener Schulen und der Mindener Kantorei. Aufgeführt wurden Carl Orffs Carmina Burana und Verdis Requiem. Diese Einstudierung des Verdi-Requiems wurde zudem zum Kirchentag 2011 in Dresden eingeladen, wo die Musiker des JPON open air vor mehreren tausend Menschen auftraten. Auch 2013 war das JPON wieder Teil des Mindener Tanzprojektes mit Aufführungen im April in Minden und im Mai beim Kirchentag in Hamburg. Im Jahr 2015 wird das JPON in Zusammenarbeit mit der SingAkademie Niedersachsen zum ersten Mal in Österreich (u. a. im Stephansdom in Wien) konzertieren.

## Kammermusik
Während der jährlichen Arbeitsphase finden sich regelmäßig junge Musiker zusammen, um sich der Kammermusik zu widmen. Zwei inzwischen fest auf dem künstlerischen Markt etablierte Ensembles sind bereits daraus hervorgegangen: Das Blechbläserensemble 10forBrass und die Klezmer-Band Yxalag. Seit dem Jahr 2011 finden regelmäßig Kammermusikkonzerte mit Musikern des Orchesters in Westerstede statt.